# Stazione di Borgo San Lorenzo-Rimorelli
La stazione di Borgo San Lorenzo-Rimorelli è una fermata ferroviaria sita nel comune di Borgo San Lorenzo in provincia di Firenze.
La gestione degli impianti è affidata a Rete Ferroviaria Italiana controllata del gruppo Ferrovie dello Stato.
Ubicata nell'omonima via, è la seconda stazione ferroviaria della città, preceduta dalla stazione principale.

## Storia
La fermata venne attivata nel 1985.

## Caratteristiche
Lo scalo dispone di un unico binario non elettrificato (come tutta la linea).
Sono presenti due pensiline, una obliteratrice e due altoparlanti in corrispondenza delle pensiline.
Non è presente il fabbricato viaggiatori.

## Servizio viaggiatori
Il servizio viaggiatori è svolto esclusivamente da Trenitalia controllata del gruppo Ferrovie dello Stato.
Sulla linea in cui si trova la stazione è attivo il servizio Memorario che permette una maggiore frequenza dei treni ed orari cadenzati facili da ricordare.
Secondo i dati della Direzione del Trasporto Regionale di Trenitalia, del 2007, la stazione è frequentata da 215 persone.

## Servizi
- Parcheggio di scambio
- Fermata bus Autolinee Toscane (bivio con Viale Kennedy)

## Interscambio
All'uscita della stazione è presente un ampio parcheggio.
La fermata autobus è al bivio con viale Kennedy; il servizio è effettuato da Autolinee Toscane.